# أرما بومبك
أرما بومبك (بالإنجليزية: Erma Bombeck)‏ (21 فبراير 1927 - 22 أبريل 1996)، روائية فكاهية أمريكية حققت شعبية واسعة بسبب صحيفتها التي تسمى (العمود) والتي تصف حياة منازل سكان الضاحية من منتصف الستينات حتى أواخر التسعينات. [1][2] كما نشرت بومبك خمسة عشر كتابا معظمها حقق نسبة الأكثر مبيعا. كتبت أرما بومبك أكثر من 400 مقالة في صحف متفرقة وذلك في سنة 1965 حتى سنة 1966 وذلك باستخدام حس الفكاهة بكثرة وأحيانا أسلوب البلاغة، وتدون أرما حياة ربة المنزل العادية التي تسكن الضواحي في الغرب الأوسط. وفي السبعينيات، كان ثلاثون مليون قارئ من تسعمائة صحيفة يقرئون مقالاتها مرتين أسبوعيا في الولايات المتحدة الأمريكية وكندا. [3]

## حياتها مبكرة
ولدت إرما في بيلبروك، أوهايو، لعائلة من الطبقة العاملة، ونشأ في دايتون. كان والداها إرما (ني هاينز) وكاسيوس ادوين موشى، الذي كان يعمل مشغلا ل رافعة المدينة. [4] عاشت أرما عندما كانت صغيرة مع أختها الكبيرة ثيلما وهي أختها النصف شقيقة لأبيها. دخلت أرما المدرسة الابتدائية في سنة 1932 قبل السن المحدد بسنة واحدة وأصبحت طالبة ممتازة وقارئا بنهم.وقد استمتعت خصيصا بقراتها لمؤلفي كتب الفكاهة المعروفين في ذلك الوقت. انتقلت أرما مع والدتها بعد وفاة والدها في سنة 1936 إلى بيت جدتها. وفي سنة 1938 تزوجت والدتها السيد ألبرت هاريس (صاحب شاحنات متنقلة). تمارس أرما الرقص والغناء وقد رشحت لوظيفة في محطة الإذاعة المحلية لعمل مسرحي ساخر للأطفال لمدة ثماني سنوات. [بحاجة لمصدر]

## سنوات التكوين
دخلت أرما مدرسة جونيور للمرحلة الثانوية في سنة 1940 وبدأت كتابة مقالات لصحيفتها التي تسمى البومة عن روح الدعابة. دخلت بومبك في سنة 1942مدرسة باركر والتي تعرف الآن ب (باترسون) المدرسة المهنية العليا، حيث كتبت عدة مقالات جدية ممزوجة بروح الفكاهة. وفي سنة 1942 بدأت العمل في دايتون هيرالد وعملت نسخة للفتيات وكانت تتقاسم مهماتها بدوام كامل مع صديقتها. وفي سنة 1943 أجرت أرما أول عمل صحفي لها مع شيرلي تمبل الذي زار دايتون وأصبحت المقابلة ميزة للصحيفة. أكملت أرما دراسة المرحلة الثانوية في سنة 1944 . بعد ذلك دخلت كلية المنح الدراسية وعملت فيها لمدة سنة ككاتبة لشركة دايتون هيرالد والعديد من الشركات الأخرى، وعملت العديد من الأعمال الصحافية الثانوية كتسجيل الوفيات وغيرها وعملت العمل نفسه لصحيفة لدايتون هيرالد. باستخدام المال الذي حصلت عليه، التحقت إرما في جامعة أوهايو في أثينا، أوهايو، في عام 1946. ومع ذلك، قالت بأنها فشلت في معظم حياتها وأعمالها الأدبية ورفضتها صحيفة الجامعة. غادرت بعد فصل دراسي واحد، عندما انتهى جميع مالها وانقطعت المساعدات المالية عنها. وفي وقت لاحق سجلت أرما في جامعة دايتون وهي كلية كاثوليكية. عاشت في منزل عائلتها، وعملت في مخزن ريكي، وفي متجر، حيث كتبت مواد تتخللها روح الدعابة في النشرة الإخبارية للشركة. وبالإضافة إلى ذلك، عملت في وظيفتين من وظائف بدوام جزئي - كمحاسب مكافحة النمل الأبيض وفي وكالة إعلانات [تحتاج إلى توضيح] وكشخص العلاقات العامة في جمعية الشبان المسيحية المحلية. [5] بينما كانت في الكلية، أستاذها معلم اللغة الإنجليزية، برو توم برايس، وعلق لإرما واخبرها عن احتمالات كبيرة لتكون كاتبة، وبدأت تكتب وتنشر ما كتبته لطلاب الجامعة، وسمت كتابها (الدليل). تخرجت في سنة 1949 وحصلت على شهادة بكالوريوس في اللغة الإنجليزية، وأصبحت على اتصال بأنشطة الجامعة مدى الحياة ومساعدة مالية ومشاركة شخصيا وأصبحت وصية على مؤسسة حياة المرء في سنة 1987 . اعتنقت أرما الكاثوليكية سنة 1949 في كنسية الأخوة المتحدة وتزوجت بيل بومبك وهو طالب وزميل سابق لها في جامعة دايتون الذي كان من قدامى المحاربين في جبهة الحرب العالمية الثانية الكورية. أن مهنته التالية ستكون المربي ومشرف على المدرسة. وبقيت بومبك نشيطة في الكنيسة بقية حياتها. [بحاجة لمصدر]

## عمود ربة المنزل

### ربة المنزل (1954-1964)
اخبر الأطباء أرما وزوجها عن عدم قدرتهم على إنجاب الأطفال لذا قرر الزوجان في سنة 1953 تبني طفلة أسمياها بيتسي. قررت إرما أن تصبح ربة منزل طوال الوقت، وتخلت عن مهنتها كصحفية. ومع ذلك كتبت أرما في سنة 1954 سلسلة من المقالات في جريدة أخبار تسوق دايتون. وعلى الرغم من التشخيص السابق الصعب لأرما، فقد ولدت أرما ولدا اسمته أندرو وذلك في سنة 1955. بعيدا عن مسيرتها الصحفية السابقة، بدأت بومبك فترة مكثفة من التدبير المنزلي، والتي استمرت 10 سنوات، وقد ولدت ابنها الثاني، ماثيو، في سنة 1958. انتقلت عائلة بومبك في سنة 1959 إلى سنترفيل في اوهايو قرب قطاع تنمية الإسكان وكانوا جيران الشاب فيل دوناهو. [6] تمت إضافة هذا المنزل في وقت لاحق إلى السجل الوطني للأماكن التاريخية في سنة 2015. [6]

### في نهاية الفكاهة (1965)
في سنة 1964 بدأت أرما بومبك مسيرتها الكتابية للكيترنق المحلي - أوكوود تايمز مع الأعمدة الأسبوعية والتي حققت 3 دولار لكل منها. من كتاباتها (في غرفة نومها صغير). في سنة 1965 طلب المسؤول دايتون الذي يملك مجلة هيرالد المزيد من مقالات الفكاهة وقد وافقت بومبك على أن تكتب مقالين أسبوعيا لا يقلان عن أربعمائة وخمسين كلمة مقابل خمسين دولارا. وبعد ثلاثة أسابيع، أرسلت المقالات إلى النقابة الوطنية من خلال صحيفة نقابة نيوزداي إلى 36 صحفية أمريكية رئيسية، مع ثلاثة أعمدة أسبوعية تحت عنوان «في نهاية الفكاهة». وسرعان ما أصبحت بومبك فكاهية مشهورة على الصعيد الوطني. وابتداء من سنة 1966، بدأت تلقي المحاضرات في مختلف المدن حيث تظهر أعمدة ومقالات لها. في سنة 1967 جمعت أعمدتها في الصحف والتي نشرتها دووبلدي تحت عنوان في نهاية الفكاهة. وبعد ظهور روح الدعابة عند آرثر غودفري في برنامجه الإذاعي، أصبحت ضيف راديو منتظم على العرض.

## تنويع الإنتاج

### نجاحاتها في السبعينات
أصبح هارون الكاهن الممثل لدووبلدي مدير أعمال بومبك.و بحلول سنة 1969، ظهرت 500 صحيفة أمريكية ميزت أعمدتها بمقالات «في نهاية الفكاهة»، وكانت أيضا تكتب في مجلة تنظيف المنازل، وريدرز دايجست، ودائرة الأسرة، والكتاب الأحمر، وفي ماكال، وحتى مجلات سن المراهقة. انتقلت بومبك وعائلتها إلى فينكس في أريزونا، إلى مزرعة الفخم على قمة تل في وادي الجنة.
بحلول سنة 1978، كانت 900 صحيفة أمريكية تنشر مقالا لبومبك.

### ماكجرو هيل (1976)
في سنة 1976 نشرت ماكجرو هيل لبومبك كتاب (العشب دائما أخضر فوق الدبابات النتنة) والذي أصبح من أكثر الكتب مبيعا. في سنة 1978 رتبت بومبك عقدا بمليون دولار لكتابها الخامس والذي يحمل اسم (إذا كانت الحياة زبدية كرز، ماذا افعل بحبة؟) وقدمت 700 ألف نسخة لكتابها التالي بعنوان (العمة إرما في كوب كتاب) (1979).

### التلفاز
بدعوة من المنتج التلفزيوني بوب شانكس، شاركت بومبك في شبكة ايه بي سي صباح الخير يا أمريكا من سنة 1975 حتى سنة 1986. بدأت تلقي تعليقات موجزة والتي سجلتها في فينيكس، واخيرا سجلت العديد من المقاطع والمقابلات المهمة.
عملت بومبك العديد من الكتابات ومشاريع التلفاز لعدة سنوات. وفي سنة 1978 فشلت بومبك في حلقة تجريبية من برنامج (العشب هو أكثر خضرة دائما) على شبكة سي بي أس. في سنة 1980 كتبت بومبك وانتجت برنامجها الخاص الذي اسمته (ماجي الفاشلة) على قناة أي بي سي. وقد بثت برنامجها لمدة أربعة أشهر أي ما يقارب ثمان حلقات ولم يحقق مشاهدات عالية مع أن بومبك بذلت قصار جهدها في البرنامج وكانت تسافر من لوس أنجلوس إلى فينيكس فقط في نهاية الأسبوع. وقد عرض على بومبك أن تقدم مسرحة هزلية للمرة الثانية لكنها رفضت.
تعديل الحقوق المتساوية (1978) [ تعديل ] .
في سنة 1978 شاركت بومبك في اللجنة الاستشارية الرئاسية للمرأة، وخصوصا لتنفيذ التعديل النهائي للحقوق المتساوية، بدعم من منظمة ارا أمريكا. انتقد المحافظون بومبك بشدة وأزالت بعض المحلات الأمريكية كتبها. [بحاجة لمصدر] في سنة 1972 اقترح الكونغرس تعديل لحقوق المساواة في الولايات المتحدة للدول الأخرى. حدد الكونغرس مدة سبع سنوات لإقرار الموافقة. بموجب المادة الخامسة من دستور الولايات المتحدة، التي تنص على ضرورة تصديق ما لا يقل عن ثلاثة أرباع الولايات، ولكن في نهاية السبع سنوات أبرمت خمسة وثلاثون ولاية فقط هذا العقد أو ثلاث فقط أقل من الثلاث أرباع المطلوبة. خمس دول من الدول التي صادقت التعديل المقترح تم إلغاء تصديقها قبل انتهاء المهلة من أصل 35 دولة. وأعرب بومبك عن استيائها من هذا التطور. [بحاجة لمصدر].
شعبية كبيرة في الثمانينات (1980) [ تعديل ] .
وبحلول سنة 1985 تم نشر ثلاثة أعمدة أسبوعية لإرما بومبك بما يقارب 900نسخة من الصحف في الولايات المتحدة وكندا، بالإضافة لسلسلة (انوثولوجايز) التي حققت نسبة الأكثر مبيعا وكانت أيضا تظهر مرتين أسبوعيا في برنامج صباح الخير يا أمريكا . تنتمي بومبك إلى الأكاديمية الأمريكية لكتابة الأعمدة الفكاهية، إلى جانب عدد من الشخصيات الشهيرة الأخرى. خلال الثمانينات، تراوحت الأرباح السنوية لبومبك من 500000 دولار إلى 1000000 دولار . وكانت القائدة العليا للمسابقة السابعة والتسعين لعرض الزهور والتي عقدت في الأول من يناير 1986.وكان موضوع العرض «احتفال ضحك». [7]
وفاتها [تعديل].
شخصت إرما بومبك عندما كان عمرها 20 عاما بأنها تعاني من مرض في الكلى المتعدد الكيسات (وهو مرض عضال وراثي غير قابل للعلاج). ونجت أرما من سرطان الثدي واستئصال الثدي، لكنها لم تخبر أحدا بأن لديها مرض في الكلى، وأنها تغسل كليتيها يوميا . وأخبرت الجميع بمرضها في سنة 1993. وبقيت على قائمة الانتظار لعدة سنوات مما أدى لإزالة كلية وتوقفت الأخرى عن العمل . وخضعت لعملية زراعة كلية في الثالث من أبريل سنة 1996 . توفيت أرما بومبك في الثاني والعشرين من أبريل سنة 1996 من مضاعفات العملية وكانت تبلغ 69 عاما . [2] ودفنت جثتها في مقبرة الغابة في دايتون في أوهايو، تحت صخرة كبيرة من فينيكس صحراء.
من كتبها [تعديل].
1-في نهاية الفكاهة، دووبلدي، 1967.
2-انتظر فقط حتى يكون لديك أطفال دووبلدي، 1971 مكتوبة مع بيل كين.
3-لقد فقدت كل شيء في اكتئاب ما بعد الولادة، دووبلدي، 1974.
4-العشب هو أكثر خضرة دائما على مدى دبابات العفنة، ماكجرو هيل، 1976.
5-إذا الحياة هو وعاء من الكرز، وماذا أفعل في حفنة ؟، ماكجرو هيل، 1978.
6-عمة إرما في كوب كتاب، ماكجرو هيل، 1979.
7-الأمومة: ثاني أقدم مهنة، 1983.
8-الأسرة، العلاقات، النكت 1987.
9-أريد أن ينمو الشعر، وأنا أريد أن أكبر، وأنا أريد أن أذهب إلى بويز: الأطفال المتعافين من السرطان، تم التبرع ميدالية 1989. جمعية السرطان الأمريكية الشرف في عام 1990. (تم التبرع بأرباح نشر هذا الكتاب على مجموعة من منظمات الصحة).
10-عندما تنظر إلى صورتك في جواز السفر ..حان وقت العودة للمنزل 1991.
11-زواج في السماء أو تعب من علاقات غرامية 1993.
12-كل ما تعرفه عن سلوك الحيوان تعلمه في غرفة خلع الملابس ISBN 0060177888 هاربر كولينز 1995.
13-إلى الأبد ارما تحب قراءة الفكاهيين المفضلين في أمريكا أندرو ميك مييل نشر في 1996.

## وصلات خارجية
- أرما بومبك على موقع الموسوعة البريطانية (الإنجليزية)
- أرما بومبك على موقع ميوزك برينز (الإنجليزية)
- أرما بومبك على موقع إن إن دي بي (الإنجليزية)
- أرما بومبك على موقع ديسكوغز (الإنجليزية)

- Erma Bombeck Writers' Workshop
- Erma Bombeck Online Museum
- Erma Bombeck Writing Competition
- Erma Bombeck: Legacy of Laughter, PBS Documentary narrated by Phil Donahue. http://www.pbs.org/video/1430382156/